# Zakład pracy chronionej
Zakład pracy chronionej (ZPCh, zakład chroniony) – przedsiębiorstwo o specjalnym statusie prawnym, które jest przystosowane do zatrudniania osób z wyższymi stopniami niepełnosprawności. Głównym celem przedsiębiorstwa, oprócz wypracowania zysku, jest również aktywizacja zawodowa osób niepełnosprawnych, które miałyby problem z wykonywaniem swoich zadań w zwykłym zakładzie pracy. W 2015 roku istniało w Polsce 1269 zakładów pracy chronionej.   

## Zasady tworzenia i działania
Zasady tworzenia i działania zakładu pracy chronionej reguluje Ustawa o rehabilitacji zawodowej i społecznej oraz zatrudnianiu osób niepełnosprawnych z dnia 27 sierpnia 1997 roku.
Decyzje w sprawie nadania statusu zakładu pracy chronionej wydaje wojewoda. By otrzymać taki status przedsiębiorstwo musi: 
- prowadzić działalność gospodarczą przez co najmniej 12 miesięcy;
- zatrudniać co najmniej 25 pracowników w przeliczeniu na etaty;
- przez co najmniej 6 miesięcy osiągać następujące wskaźniki zatrudnienia osób niepełnosprawnych: co najmniej 50%, w tym co najmniej 20% ogółu zatrudnionych, stanowią osoby ze znacznym lub umiarkowanym stopniem niepełnosprawności albo co najmniej 30% pracowników stanowią osoby niewidome, psychicznie chore lub upośledzone umysłowo, zaliczone do znacznego albo umiarkowanego stopnia niepełnosprawności;
- posiadać obiekty i pomieszczenia odpowiadające przepisom oraz zasadom bezpieczeństwa i higieny pracy, spełniające wymagania dostępności do nich i uwzględniające potrzeby niepełnosprawnych w zakresie przystosowania stanowisk pracy, pomieszczeń higieniczno-sanitarnych i ciągów komunikacyjnych;
- zapewnić doraźną i specjalistyczną opiekę medyczną, poradnictwo i usługi rehabilitacyjne.

Dodatkowo, przedsiębiorca jest zobowiązany do stworzenia Zakładowego Funduszu Rehabilitacji Osób Niepełnosprawnych.

## Uprawnienia i przywileje
Zakładom pracy chronionej przysługują między innymi:
- zwolnienia z podatku od nieruchomości, rolnego i leśnego;
- zwolnienia z podatku od czynności cywilnoprawnych;
- dofinansowanie do wynagrodzeń zatrudnionych osób niepełnosprawnych;
- dofinansowanie w wysokości do 50% oprocentowania zaciągniętych kredytów bankowych pod warunkiem wykorzystania tych kredytów na cele związane z rehabilitacją zawodową i społeczną osób niepełnosprawnych
- zwrot kosztów: budowy lub rozbudowy obiektów i pomieszczeń zakładu, transportowych, administracyjnych  z zastrzeżeniem, że są to wyłącznie dodatkowe koszty pracodawcy wynikające z zatrudnienia osób niepełnosprawnych.